# Матійко Ганна Степанівна
Ганна Степанівна Матійко (7 січня 1909, Івки, нині Богуславський район, Київська область — 4 жовтня 1981, Одеса) — український письменник, публіцист, журналіст. Членкиня Одеської обласної організації спілки радянських письменників України (1955).

## Життєпис
Ганна Степанівна Матійко народилася 7 січня 1909 року в селі Івки, на Київщині, у бідній родині. Мати її родом з Дибинець, втікаючи від злиднів, опинилася в Одесі, де згодом працювала покоївкою. Батько, івківчанин, також опинився в Одесі, де спочатку був «хлопчиком на побігеньках» у ресторані, згодом працював там на кухні. Тут, в Одесі, батько вивчився на лікаря та пропрацював у медицині понад двадцять років, а також зустрів дівчину, на якій згодом одружився.
1917 року Ганна з батьками повернулася до рідного села, де пішла до місцевої початкової школи одразу до другого класу. Ганна вчилася добре, але вже за рік померла мати, і батько забрав доню до Одеси. В Одесі під час громадянської війни був вбитий її батько, так дев'ятилітня дівчинка залишилася круглою сиротою, ще й власник будинку, в якому вона мешкала, вигнав її на вулицю. Одного разу вона пішла на Куяльницький лиман, де набрала півмішка солі і з тією сіллю пішла на станцію Одеса-Сортувальна. Потягом з Одеси дісталася до Миронівки, а звідти пішки до Івок. Сіль, яку вона привезла, стала у пригоді, оскільки, бабуся міняла сіль на хліб. Разом з бабусею, крім Ганни мешкало ще четверо дітей-сиріт і вона, як найстарша серед усіх дітей мала працювати. Так, одного дня, бабуся влаштувала Ганну на один рік наймичкою до лікаря Сингалевича. Як старша з дітей, то вона працювала і день, і ніч, не беручи до уваги свій зовсім юний вік. За цю працю Сингалевич платив їй один пуд (близько 16 кг) жита на місяць. 1921 року закінчила початкову школу.
1923 року Ганна поїхала до Одеси шукати кращих заробітків. Оселилася в Одесі. По сусідству мешкала ткаля, працівниця Одеської джгутової фабрики, яка виховувала малу дитину. Отож робітниця взяла малу сироту Ганну за няньку для своєї дитини. 1925 року на фабриці розпочався набір працівників другої зміни. Через те, що було їй усього 15 років, то вона не мала права працювати ткалею. В такому віці брали навчатися до школи ФЗН, що діяла при фабриці. За допомоги знайомої ткалі їй вдалося влаштуватися на Одеську джгутову фабрику. На фабриці біля ткацького механічного верстату працювала чотири години і чотири години навчалася у школі ФЗН та отримувала платню 13 карбованців на місяць. Працюючи на фабриці Ганна Матійко закінчила дворічну радянсько-партійну школу при ЦК КП(б)У.
1930 року в місцевому журналі було надруковане перше оповідання Ганни Матійко під назвою «Ворог». Матійко була активним дописувачем фабричної стінгазети «Джгутарка» і Ганну, як активного дописувача, 1932 року направили на обласні курси газетних працівників. По закінченню курсів Ганна Матійко вступила до Харківського комуністичного газетного технікуму, який закінчила 1933 року. Потім навчалася на Вищих літературних курсах при Літературному інституті імені О. М. Горького у Москві.
Від 1931 року безперервно на журналістській роботі у Станиславі (нині Івано-Франківськ), Одесі. Спочатку завідувала відділом в газеті «Шлях залізничника», що видавалася при структурному підрозділі Міністерства шляхів сполучення СРСР — Одеській залізниці. Згодом працювала літпрацівником в одеській обласній газеті «Чорноморська Комуна». Працюючи у цій газеті, вона почала писати нариси та оповідання для дітей.
Під час німецько-радянської війни перебувала в евакуації в одному з районів Алма-Атинської області Казахської РСР, де працювала редактором районної газети «Шлях Леніна». Після закінчення війни повернулася з евакуації до Одеси, де продовжила працювати в одеській обласній газеті «Чорноморська Комуна» — завідувала відділом листів, а згодом була заступником завідувача відділу партійного життя. У 1949—1959 роках, працювала редактором газети «Шляхом Леніна» Приміського району міста Одеси. 1955 року стала членкинею Одеської обласної організації спілки радянських письменників України.
У 1953 році в Одесі вийшла друком її перша книжка «Сад миру», а потім упродовж 1955—1965 років вийшли ще чотири книжки — «Оповідання» (1955), «Квіти дружби» (1958), «Жива казка» (1959), «Великий скарб» (1965).
4 жовтня 1981 року, на 72-му році життя, Ганна Степанівна Матійко померла. Похована в Одесі.

## Твори
- «Сад миру» (1953).
- «Оповідання». — Київ: Молодь, 1955.
- «Квіти дружби [Архівовано 7 вересня 2019 у Wayback Machine.]». — Київ: 1958.
- «Жива казка». — Київ: 1959.
- «Великий скарб». — Одеса: Маяк, 1965. — 197 с.